# Galactia texana
Galactia texana är en ärtväxtart som först beskrevs av Scheele, och fick sitt nu gällande namn av Asa Gray. Galactia texana ingår i släktet Galactia och familjen ärtväxter.

## Underarter
Arten delas in i följande underarter:
- G. t. degasperii
- G. t. texana